# Seebergerbach (Weißach)
Der Seebergerbach, auch Seebergbach oder Bergseebach genannt, ist ein 4,4 Kilometer langer Bach, der im Ort Großvillars im baden-württembergischen Landkreis Karlsruhe entsteht und von links in die Weißach mündet.

## Name
Der Bach erscheint in den schriftlichen Aufzeichnungen unter verschiedenen Namen: „Quellenbach“, „Langwiesenbächlein“ (1834, 1836), „Eitelsbach“ (1854), „Ellenspach“ (1584). Der heutige Name hängt mit dem Gewann „Seeberg“ an der Gemarkungsgrenze zwischen Knittlingen und Bretten zusammen.

## Geographie

### Verlauf
Der Seebergerbach entspringt am nördlichen Ortsrand des Oberderdinger Ortsteils Großvillars, nahe der Kreuzung Heilbronner Straße und Praliweg, auf etwa 220 m ü. NHN. Zunächst fließt er parallel zum Ortsrand in westlicher Richtung, bevor er nach etwa 600 m nach Süden abbiegt und die Gemarkungsgrenze zwischen Großvillars und Bretten bildet. Kurz darauf markiert er die Grenze zwischen Großvillars und Knittlingen. Nach rund 1,1 km mündet von rechts ein kleiner, namenloser Zufluss, der aus dem Becken des ehemaligen Derdinger Sees nahe dem Schwarzerdhof auf Brettener Gemarkung stammt. Etwa 370 m weiter erhält der Seebergerbach von beiden Seiten Zuflüsse: Von links kommt der 760 m lange Erdmannsloch, der südlich von Großvillars entspringt und nun die Aufgabe übernimmt, die Grenze zwischen Großvillars und Knittlingen zu bilden. Der Seebergerbach selbst tritt dabei in die Knittlinger Gemarkung und somit in den Enzkreis über, wo er einen südwestlichen Verlauf annimmt. Der Bach fließt vorwiegend durch Ackerland und Wiesen. Nach etwa 3,1 km, im Bereich Seeberg Bruch, bildet er vorübergehend erneut eine Kreisgrenze zwischen dem Enzkreis und dem Landkreis Karlsruhe. Auf Brettener Gemarkung durchfließt er zwei Steinbrüche, bevor er nach rund 4,4 km sein Ziel erreicht: die Mündung in der Flur Langwiesen, etwa 50 m südöstlich des Kleintierzüchtervereins Bretten, auf etwa 175 m ü. NHN.

### Einzugsgebiet
Das Einzugsgebiet des Seebergerbachs umfasst eine Fläche von etwa 6,8 km² und gehört naturräumlich zum Kraichgau. Das gesamte Dorf Großvillars liegt innerhalb dieses Gebiets.
Die höchste Erhebung des Einzugsgebiets befindet sich mit etwa 280 m ü. NHN auf dem Soosberg, an der östlichsten Stelle. Der Südhang des Soosbergs und des Gigelbergs entwässert in den Bernhardsbach, der wiederum in die Weißach mündet. Die Wasserscheide zwischen Gigelberg und Mündung folgt in etwa der Landstraße 554 und dem Ortsrand von Knittlingen. Südlich davon liegt das Einzugsgebiet der Weißach. Die Grenze zum Einzugsgebiet des Gölshäuser Dorfbachs verläuft von der Erhebung Sohle (ca. 230 m ü. NHN) östlich von Bretten, entlang der Landstraße 1103 und dem Rütwald, bis zum Wintersberg, der nordöstlich von Gölshausen liegt und 260 m hoch ist. Von dort erstreckt sich die Grenze weiter zum Wilfenberg (rund 270 m ü. NHN), südwestlich von Oberderdingen, und schließt schließlich am Soosberg an. Nördlich dieser Wasserscheide fließt das Wasser über den Kraichbach in den Rhein.
Nur etwa 1 km² des Gebiets ist bewaldet, was etwa 15 % der Gesamtfläche ausmacht und sich vorwiegend im Nordwesten befindet. Der Großteil besteht aus Ackerland und Wiesen.

### Abgegangene Seen
Westlich von Großvillars, im Bereich der Flure Eichele, Seeberg und Altes Haus (ehemals Im alten Hau), durchfloss der Seebergerbach einst den Alten See, der in den Jahren 1507 und letztmals 1528 schriftlich als „Sewe“ bzw. „alte Sewe“ erwähnt wurde. Weiter unterhalb, auf Knittlinger Gemarkung, befand sich zudem der Stegersee, dessen Name als Flurname bis heute überliefert ist. Der Stegersee war einst 18 Württembergische Morgen groß, wurde jedoch 1692 abgelassen, nachdem er aufgrund der Kriege verwilderte und verschlammte.

### LUBW
Amtliche Online-Gewässerkarte mit passendem Ausschnitt und den hier benutzten Layern: Lauf und Einzugsgebiet des Seebergerbachs

Allgemeiner Einstieg ohne Voreinstellungen und Layer: Daten- und Kartendienst der Landesanstalt für Umwelt Baden-Württemberg (LUBW) (Hinweise)
1. ↑  Länge nach dem Layer Gewässernetz (AWGN).
2. ↑  Einzugsgebiet nach dem Layer Basiseinzugsgebiet (AWGN).
3. ↑  Höhe nach dem Höhenlinienbild auf dem Hintergrundlayer Topographische Karte.
4. ↑  abgemessen auf dem Hintergrundlayer Topographische Karte.

### Andere Belege
1. ↑  Josef Schmithüsen: Geographische Landesaufnahme: Die naturräumlichen Einheiten auf Blatt 161 Karlsruhe. Bundesanstalt für Landeskunde, Bad Godesberg 1952. → Online-Karte (PDF; 5,1 MB)
2. ↑  Friedrich Huttenlocher, Hansjörg Dongus: Geographische Landesaufnahme: Die naturräumlichen Einheiten auf Blatt 170 Stuttgart. Bundesanstalt für Landeskunde, Bad Godesberg 1949, überarbeitet 1967. → Online-Karte (PDF; 4,0 MB)
3. ↑  Modellierte Werte nach Abfluss-BW Gewässerknoten MQ/MNQ
4. ↑  Willy Bickel: Der Saalbach und seine Zuflüsse. Beitrag zur Flußnamensforschung des Kraichgaus. In: Fritz Herzer (Hrsg.): Bruchsaler Heimatgeschichte. Bruchsal 1955, S. 206.
5. ↑  Karl Weisert: Knittlingen. Geschichte einer Stadt. Kohlhammer, Stuttgart 1968, S. 32 und S. 39